# Mitchell River, British Columbia
Mitchell River är ett vattendrag i Kanada.   Det ligger i provinsen British Columbia, i den centrala delen av landet, 3 300 km väster om huvudstaden Ottawa. Mitchell River ligger vid sjön Quesnel Lake.
I omgivningarna runt Mitchell River växer i huvudsak barrskog. Trakten runt Mitchell River är nära nog obefolkad, med mindre än två invånare per kvadratkilometer.